# Аморолфин
{{drugbox
| IUPAC_name = (2R,6S)-2,6-dimethyl-4-{2-methyl-3-[4-(2-methylbutan-2-yl)phenyl]propyl}morpholine
| image             = Amorolfine.svg
| width             =
| image2             =
| width2             =
| ChemSpiderID = 49010
| smiles = O2[C@@H](CN(CC(C)Cc1ccc(cc1)C(C)(C)CC)C[C@@H]2C)C
| StdInChI_Ref =  
| StdInChI = 
| StdInChIKey_Ref =  
| StdInChIKey = 
| CAS_number_Ref =  
| CAS_number = 78613-35-1
| ATC_prefix = D01
| ATC_suffix = AE16 
| PubChem           = 54260
| IUPHAR_ligand =
| ChEMBL_Ref =
| ChEMBL           =
| DrugBank_Ref =
| DrugBank          = 
| C=21|H=35|N=1|O=
| molecular_weight = 317.509 g/mol
| bioavailability   = 
| protein_bound = 
| metabolism        = 
| elimination_half-life = 
| excretion         = 
| pregnancy_AU =  
| pregnancy_US =  
| pregnancy_category= 
| legal_AU =  
| legal_CA =  
| legal_UK =  
| legal_US =  
| legal_status = 
| routes_of_administration = 
}}
Аморолфин је антимикотик морфолинске структуре. Примењује се искључиво топикално, у облику хидрохлорида, често формулисан као лак за наношење код гљивичних инфекција ноктију (онихомикоза) или као маст код дерматомикоза.

## Механизам дејства
Аморолфин делује инхибицијом Δ14-редуктазе и Δ8→Δ7-изомеразе, ензима укључених у биосинтезу ергостерола. Настали метаболити структурно су другачији од ергостерола, па њихова уградња у ћелијску мембрану гљивица индукује промене у њеним особинама и нормалном функционисању транспортних механизама. Показује широк спектар дејства.